# Janusz Korwin-Mikke

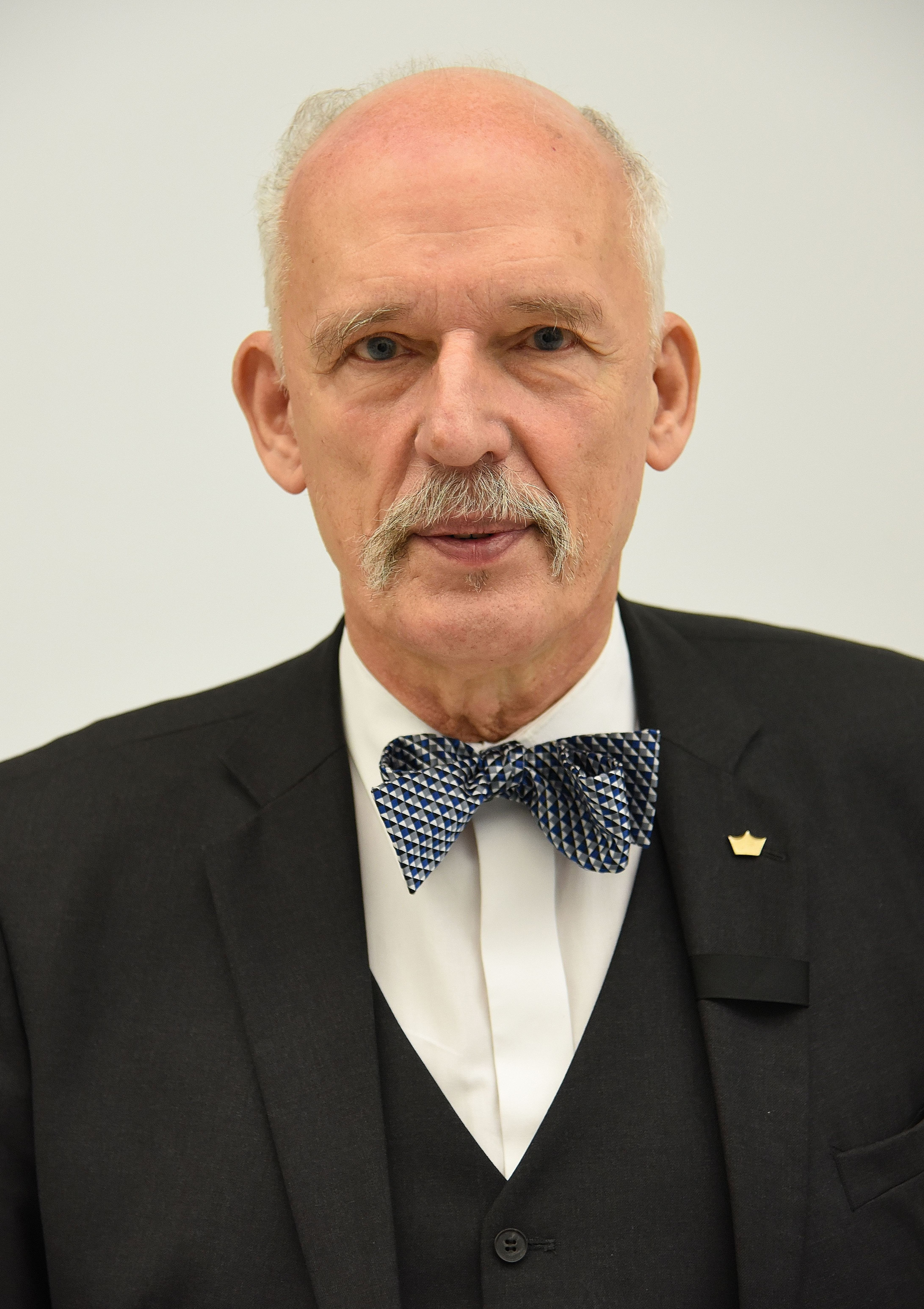
Janusz Korwin-Mikke (2016)

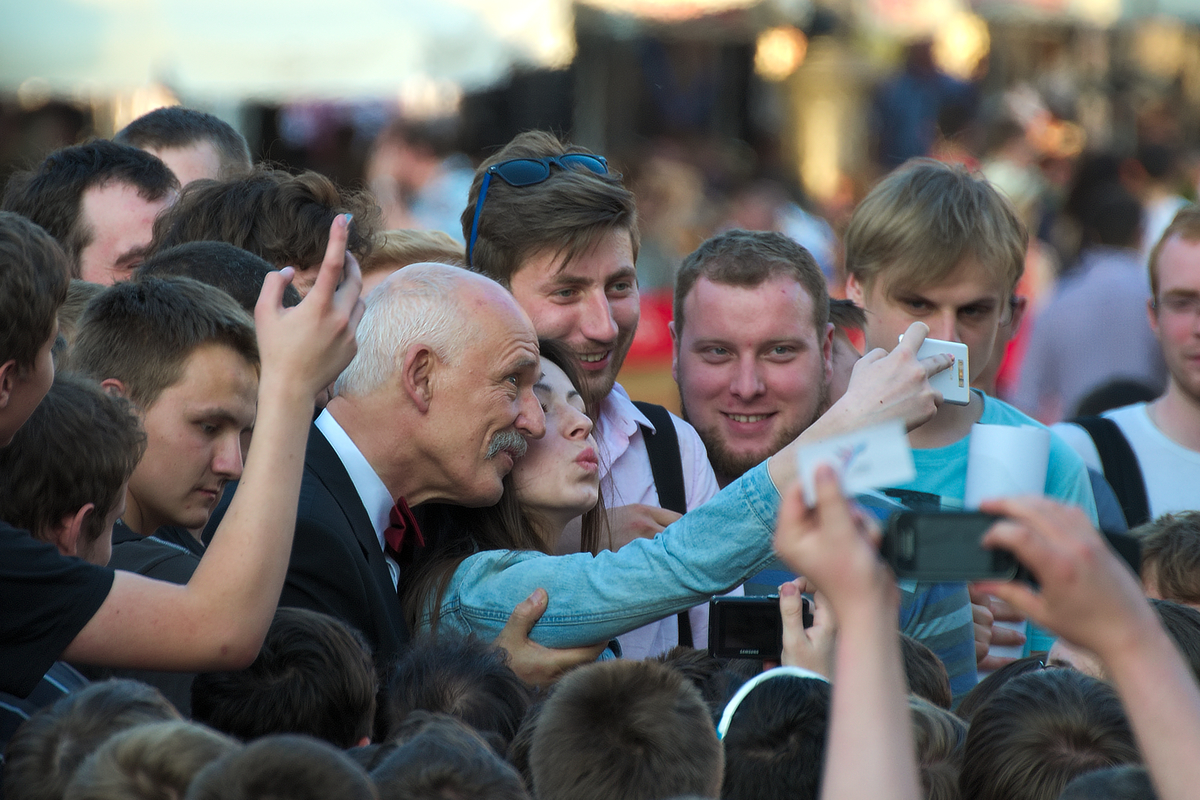
Korwin-Mikke mit Anhängern (2014)

Janusz Ryszard Korwin-Mikke (* 27. Oktober 1942 in Warschau) ist ein polnischer Politiker und Publizist. Er ist Gründer und ehemaliger Vorsitzender mehrerer rechtslibertärer Parteien (Unia Polityki Realnej, Kongres Nowej Prawicy, Nowa Nadzieja) und war von 1991 bis 1993 sowie 2019 bis 2023 Mitglied des Sejm in dessen I. und IX. Wahlperiode. Von Juli 2014 bis März 2018 war er Mitglied des Europäischen Parlaments.
Korwin-Mikke vertritt libertäre bzw. rechtslibertäre und libertär-konservative Positionen. Er ist Anhänger einer freien Marktwirtschaft ohne staatliche Intervention, wie sie von Milton Friedman vertreten wurde. Demokratie lehnt er als Regierungsform ab. Andererseits vertritt er gesellschaftspolitisch konservative Positionen, lehnt Abtreibung, Sterbehilfe, eingetragene Partnerschaften und die Gleichstellung der Geschlechter ab.
Bekanntheit erlangte er insbesondere für zahlreiche homophobe, antisemitische und frauenfeindliche Äußerungen, etwa der Forderung nach Abschaffung des Frauenwahlrechts.

## Leben

### Herkunft, Familie und Vermögen
Janusz Ryszard Korwin-Mikke wurde am 27. Oktober 1942 als einziges Kind von Ryszard Mikke (* 1911) und Marianna Rosochacka (* 1917) geboren. Seine Familie stammt väterlicherseits aus Sachsen, war protestantisch mit teils schwedischen Wurzeln und ließ sich im 18. Jahrhundert, zu Zeiten der Personalunion zwischen dem Kurfürstentum Sachsen und der Adelsrepublik Polen-Litauen, in Polen nieder. Sein Ur-Urgroßvater Samuel Beniamin Mücke war Bierbrauer in Kielce und Superintendent der Evangelischen Kirche Augsburgisches Bekenntnisses. Der Nachname „Mücke“ wurde in den Generationen darauf ans Polnische angepasst und lautete fortan „Mikke“. Der Nachname „Korwin“ stammt aus der Zeit der polnisch-litauischen Adelsrepublik und wurde einem zum Katholizismus übergetretenen Zweig der Familie Mikke als Namenszusatz verliehen. Nur zwei Jahre nach seiner Geburt kam seine Mutter Marianna Rosochacka beim Warschauer Aufstand im Alter von 27 Jahren ums Leben. Korwin-Mikke wurde danach von seinem Vater alleine großgezogen.
Korwin-Mikke ist zum dritten Mal verheiratet und hat acht Kinder. Aus der Ehe mit Ewa Mieczkowska (1966–73) stammen zwei Kinder, aus der mit Małgorzata Szmit (1993–2016) vier und Dominika Sibiga (seit 2016) zwei. Sein Privateigentum wird auf ungefähr 10 Millionen Złoty (Stand: Juli 2014) geschätzt. Das Einkommen bezieht er zum Großteil aus dem wöchentlich von ihm herausgegebenen Magazin Najwyższy Czas! (Höchste Zeit!). Korwin-Mikke befindet sich in einer Auseinandersetzung mit der staatlichen polnischen Sozialversicherung und Rentenkasse ZUS. Er ist der Auffassung, dass er erst 10 Jahre nach Erreichen des Rentenalters auch Altersbezüge beantragte und daher für diesen Zeitraum keine Beiträge zu leisten habe. Die Kasse fordert von ihm mit Stand vom Juni 2022 Nachzahlungen (incl. Zinsen und Bußgeldern) in Höhe von etwa 80.000 Złoty. Deswegen wurden im Mai 2023 zum zweiten Mal nach 2019 Konten Korwin-Mikkes gepfändet.

### Studium und Beruf
Korwin-Mikke studierte an der Universität Warschau zunächst Mathematik, später parallel auch Philosophie. Im April 1964 wurde er erstmals für einige Tage inhaftiert, nachdem er antikommunistische Flugblätter verteilt hat. Aus politischen Gründen durfte er sein Mathematikstudium nicht abschließen und belegte daher neben der Philosophie auch die Fächer Jura, Psychologie und Soziologie. Eine erneute Inhaftierung im März 1968, die im Zusammenhang mit seiner Teilnahme an Studentenprotesten stand, führte zum Verweis von der Universität. Durch den Einsatz des Dekans der philosophischen und soziologischen Fakultät der Universität Warschau konnte er jedoch sein Philosophiestudium außeruniversitär wieder aufnehmen und schloss dieses im Jahr 1969 als Magister mit einer Arbeit über die Ansichten Stephen Toulmins ab. Zwischen 1969 und 1974 arbeitete Korwin-Mikke als Wissenschaftlicher Mitarbeiter an der Universität Warschau. Anschließend lebte er hauptsächlich vom Bridgespielen und den Tantiemen aus dem Verkauf von Bridge-Handbüchern, die er mit dem polnischen Bridge-Meister Andrzej Macieszczak unter dem Namen „Janusz Mikke“ verfasste.

### Politischer Werdegang
Seit 1962 war Korwin-Mikke Mitglied der auf den kleinbürgerlichen Mittelstand ausgerichteten Blockpartei Stronnictwo Demokratyczne (Demokratische Partei, kurz SD), aus der er 1982 aus Protest gegen die Unterstützung des Kriegsrechts austrat. Während des Ausnahmezustands war er aufgrund einer Denunziation (man beschuldigte ihn zutreffend der Verbreitung oppositioneller Schriften) für vier Monate inhaftiert. Unterdessen entwickelte er sich zu einem Kritiker der Solidarność, die ihn anfangs wegen seiner exzentrischen Ansichten ablehnte und später ein ihm widersprüchliches Wirtschaftsprogramm beschloss. Nach einer erneuten Inhaftierung während es Kriegsrechts und illegaler publizistischer Tätigkeit gründete er 1987 die Ruch Polityki Realnej (RPR, dt. Bewegung der Realpolitik). Sie entwickelte sich, zunächst illegal agierend, zu einem Sammelbecken aus Konservativen, Libertären, Monarchisten und Nationalisten. Gemeinsam mit Aleksander Hall, Gabriel Janowski, Tadeusz Syryjczyk, Donald Tusk und Janusz Zabłocki beteiligte er sich am ersten Liberalen Kongress, der am 10. und 11. Dezember 1988 in Danzig abgehalten wurde. Dort kritisierte er die Gruppe um Tusk für die Unterstützung der Arbeiterstreiks.
Nach dem Fall des Kommunismus wandelte Korwin-Mikke die RPR in eine politische Partei, die Unia Polityki Realnej (Union der Realpolitik, kurz UPR) um, und trat 1991 bei den ersten freien Parlamentswahlen 1991 an. Da zu dieser Zeit noch keine allgemeine Sperrklausel bestand, schaffte es die Partei, in den Sejm einzuziehen. Bis zum Sturz von Premierministerin Hanna Suchocka durch ein Misstrauensvotum und die darauffolgenden Neuwahlen 1993 war er Parlamentsabgeordneter für den Wahlkreis Poznań. Seit 1995 nahm Korwin-Mikke an jeder polnischen Präsidentschaftswahl teil und erreichte dabei zwischen 1,4 und 3,3 % der Stimmen. Neben der parlamentarischen Tätigkeit gründete er die Wochenzeitung „Najwyższy Czas!“ (dt. „Höchste Zeit!“) und veröffentlichte mehrere Bücher über seine politischen Ansichten. In den 1990er Jahren kam es auch zu einer Begegnung zwischen ihm und Milton Friedman.
Im Jahr 2005 trat er aus der UPR aus und gründete unter dem Namen Wolność i Praworządność (Freiheit und Rechtsstaatlichkeit, kurz WiP) eine neue Partei. Für diese kandidierte er bei der Parlamentswahl 2007 auf der Liste der Liga Polskich Rodzin, die jedoch mit nur 1,3 % der Stimmen an der 5-%-Hürde scheiterte. Im Vorfeld der polnischen Parlamentswahlen 2011 fusionierten UPR und WiP zum Kongres Nowej Prawicy (Kongress der Neuen Rechten, kurz KNP), dessen Vorsitzender Korwin-Mikke wurde. Bei der Europawahl 2014 gelang ihm zudem neben drei weiteren Kandidaten des KNP mit 7,15 % der Stimmen der Einzug in das Europäische Parlament. Während diese den Parlamentsfraktionen ENF bzw. EFDD beitraten, ist Korwin-Mikke selbst fraktionslos geblieben. Während seiner Zeit im Europäischen Parlament sorgte er mit rassistischen und frauenfeindlichen Redebeiträgen wiederholt für Aufmerksamkeit und Empörung über Polen hinaus.
Bei den am 16. November 2014 abgehaltenen Kommunalwahlen erreichte der KNP mit durchschnittlich 3,89 % allerdings kein einziges Mandat. Als Konsequenz trat Korwin-Mikke vom Vorsitz der Partei zurück und gründete am 22. Januar 2015 eine neue politische Gruppierung mit dem Namen Koalicja Odnowy Rzeczypospolitej Wolność i Nadzieja (Koalition der Erneuerung der Republik Freiheit und Hoffnung), kurz KORWiN. Für diese trat er schließlich bei der Präsidentschaftswahl in Polen 2015 an und ließ sich am 9. März 2015 als erster Kandidat bei der staatlichen Wahlkommission registrieren. Laut eigenen Aussagen wurden über 200.000 Unterstützerunterschriften gesammelt. Im ersten Wahlgang am 10. Mai 2015 erreichte er mit 3,26 % der Wählerstimmen den vierten Platz und schied somit für den zweiten Wahlgang aus.

### In der Konfederacja
Am 1. März 2018 trat Korwin-Mikke von seinem Sitz im Europäischen Parlament zurück, für ihn rückte Dobromir Sośnierz nach. Bei der Wahl zum Stadtpräsidenten von Warschau im Oktober 2018 erreichte er 1,3 % der Stimmen und damit den siebten Platz. Im Vorfeld zur Europawahl 2019 und der im selben Jahr stattfindenden Parlamentswahl schloss sich die Partei KORWiN mit der nationalistischen Ruch Narodowy und dem Monarchisten Grzegorz Braun am 8. Dezember 2018 zur Partei Konfederacja Wolność i Niepodległość (dt. Konföderation der Freiheit und Unabhängigkeit, kurz Konfederacja) zusammen. Bei den Parlamentswahlen im Jahr 2019 errang die Konfederacja sieben Prozent und er zog nach 26 Jahren wieder in den Sejm ein.
Seinen Sitz im Sejm, den er bei der Parlamentswahl in Polen 2019 errungen hatte, verlor Korwin-Mikke bei der Wahl 2023 wieder. Der Sitz in seinem Wahlkreis ging an Karina Bosak, die Frau des Parteikollegen Krzysztof Bosak, die an zweiter Stelle nach ihm auf der Wahlliste stand, Korwin-Mikke sowie Jacek Wilk aber mit einem deutlichen Resultat schlug. Insgesamt gewann die Konföderation zwar Mandate hinzu, doch blieb sie weit hinter den Erwartungen zurück. Daraufhin kam es in der Partei zu einer scharfen Strategiedebatte, im Zuge derer das Parteischiedsgericht Korwin-Mikkes Mitgliedschaft im Lenkungsrat der Konföderation wegen parteischädigenden Verhaltens suspendierte. Er habe eine Anweisung zu Medienabstinenz missachtet, trat auf der Veranstaltung einer frauenfeindlichen Formation auf und war vor der Wahl mit relativierenden Aussagen zum Schutzalter aufgefallen. Korwin-Mikkes Kritik richtete sich gegen eine laut ihm aussichtslose Strategie der Mäßigung seit Sommer 2023 und fehlende Medienpräsenz von Grzegorz Braun und seiner Person. Damit griff er die Parteikollegen Przemysław Wipler, einen Seitensteiger, Sławomir Mentzen, seinen Nachfolger und Witold Tumanowicz, den Wahlkampfleiter an. Diese hätten unter Umständen eine Koalition mit der PiS angestrebt, deren Mitglied Wipler einst war. Deren Vorsitzender Jarosław Kaczyński habe den Abgang Korwin-Mikkes und Brauns zur Vorbedingung hierfür gemacht. Bereits etwa ein Jahr vor der Parlamentswahl hatte es Spannungen im Bündnis gegeben. Die libertäre und die nationale Strömung der Konföderation konkurrieren intern, etwa um Listenplätze, was zum Abgang einiger sog. Freiheitler (wolnościowcy) Anfang 2023 geführt hatte. Wipler und Korwin-Mikke, die ebenfalls eine politische Vorgeschichte verbindet, gelten als Antipoden. Korwin-Mikke forderte nach der Wahl den Parteiausschluss Wiplers und weiterer Personen. Mentzen gab darauf zu Protokoll, dass sein Vorgänger nicht mehr von Wahllisten der Konföderation antreten werde. Die Veränderungen im Parteivorstand focht Korwin-Mikke gerichtlich an.

### Als Unabhängiger
Ende 2023 erwog Korwin-Mikke die Gründung einer neuen, besonders EU-kritischen Partei oder Liste. Mit dieser wollte er bei der Europawahl 2024 antreten. Bei einem Pressetermin am 12. Dezember trat er mit seinem Redaktionskollegen und ehemaligen Vorsitzenden der Unia Polityki Realnej, Stanisław Michałkiewicz, sowie Robert Jarosław Iwaszkiewicz auf, einem ehemaligen Abgeordneten der Konföderation. Anfang 2024 gab Korwin-Mikke bekannt, erneut unter dem Namen KORWiN in den Europawahlkampf zu ziehen. Bei den Kommunal- und Regionalwahlen in Polen Anfang April 2024 kandidierte er für das Amt des Warschauer Stadtpräsidenten. Hauptanliegen im Wahlkampf war die Bekämpfung der ökologisch motivierten Verkehrspolitik des Amtsinhabers Rafał Trzaskowskis, die als Gängelung der Warschauer und der vielen Pendler dargestellt wurde. Dabei wurde Korwin-Mikke von einer Mehrheitsliste unabhängiger Kommunalpolitiker unterstützt, während eine Minderheit den Kandidaten der Konfederacja P. Wipler bevorzugte. Letztlich kamen beide Kandidaten auf niedrige einstellige Stimmenanteile, wobei Wipler vor ihm lag; Trzaskowski gewann die Wahl im ersten Durchgang. Anfang Mai gab Korwin-Mikke bekannt, als Listenerster einer parteilosen Gruppe in Oberschlesien für ein Mandat im EU-Parlament zu kandidieren, wobei er Forderungen in Energie- und Bildungspolitik formulierte. 2025 betrieb er zusammen mit Grzegorz Braun die Gründung einer neuen Partei namens KoBra.

## Politische Positionen

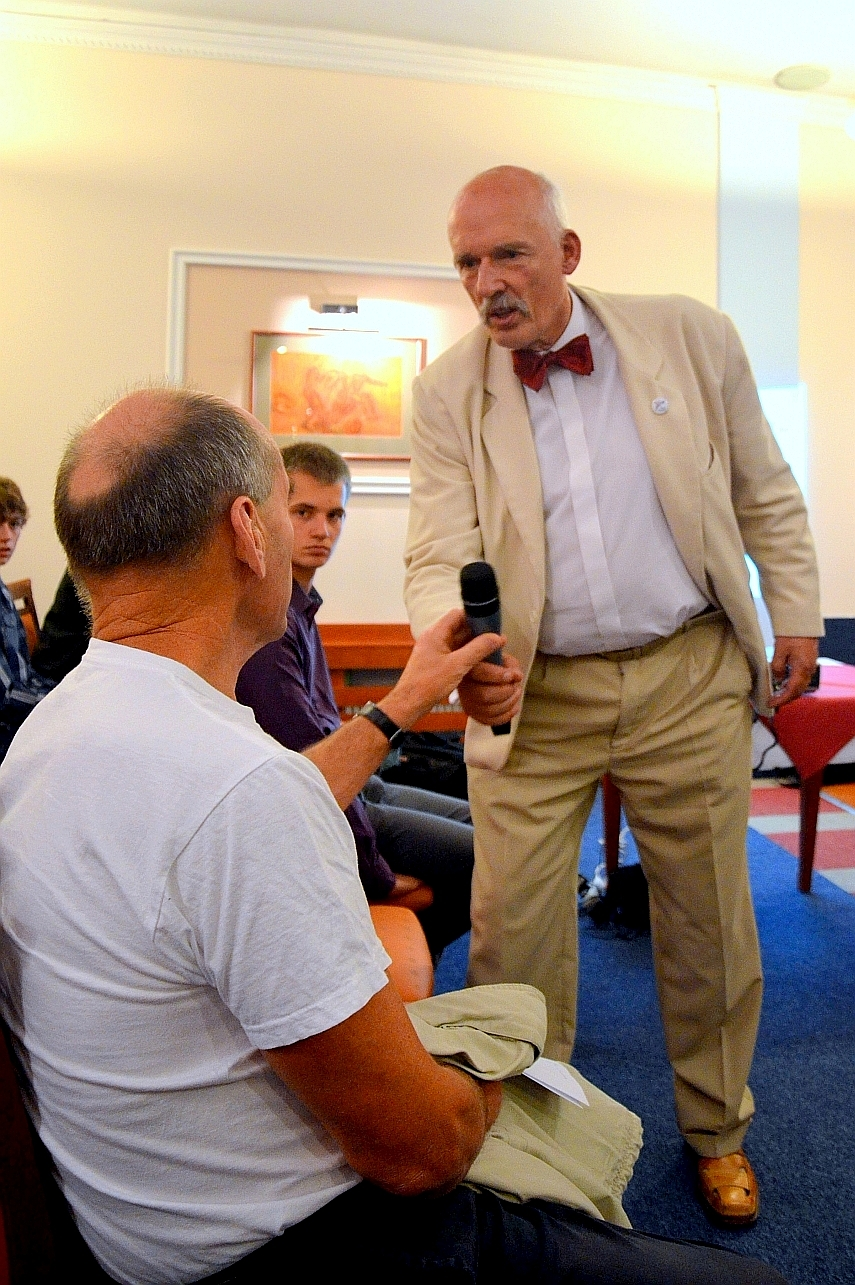
Korwin-Mikke während einer Debatte in Sanok (2013)

Korwin-Mikke ist Anhänger des Minarchismus bzw. Minimalstaats, dessen einzige legitime Aufgaben es seien, die Bürger vor körperlichen Angriffen, Diebstahl und Betrug zu schützen. Nur zu diesen Zwecken dürften Streitkräfte, Polizei und Verwaltung unterhalten und ein geringer Steuersatz erhoben werden. Alle anderen staatlichen Tätigkeiten – wie wohlfahrtsstaatliche Einrichtungen und Umverteilung – seien ein Missbrauch des staatlichen Gewaltmonopols und alle Steuern, die über ein unbedingt erforderliches Mindestmaß hinausgingen, seien Diebstahl. Er ist Gegner der Europäischen Union und forderte in den 1990er-Jahren den Beitritt Polens zur nordamerikanischen Freihandelszone (NAFTA).
Demokratie lehnt er als „die dümmste Regierungsform, die je erdacht wurde“ ab, da in ihr „zwei Penner in einer Bierbude zwei Stimmen haben, ein Universitätsprofessor eine“. Das müsse zwangsläufig zu „Dummheit, Diebstahl und Korruption“ führen. Stattdessen sollte ein Regierungssystem auf monarchischer Basis eingeführt werden. Dementsprechend betrachtet er die Volksrepublik China als ein Vorbild dafür, wie Kapitalismus in einem autoritären System gedeihen kann. Da es nicht demokratisch ist, könne es effektiver regiert werden. Während Polen von „Kommunisten“ regiert würde und Europa bankrottginge, sei der chinesische Kapitalismus räuberisch und gesund, was zu Wohlstand und einem verbesserten Lebensstandard für seine Bürger führen würde. Gewalt gegen Bürger rechtfertigt Korwin-Mikke, wenn diese wirtschaftliche Vorteile bringe. So bewertet er das Ergebnis des Tian’anmen-Massakers rückblickend positiv, da sich China in der Folge von Demokratie und Sozialismus wegbewegt und so vernünftige politische und wirtschaftliche Reformen ermöglicht habe.
Korwin-Mikke fordert die Legalisierung aller Drogen. Die Forderung, Kinderpornografie zu legalisieren, wenn diese digital ohne den Missbrauch von Kindern erzeugt wird, die aus einem Interview mit der britischen Zeitung The Telegraph stammen soll, wies er nachträglich zurück. Im Präsidentschaftswahlkampf 1995 forderte er die Abschaffung des aktiven Wahlrechts für Frauen, weil diese sich „ohnehin nicht für Politik interessieren“. Mehrfach zog er außerhalb Polens Aufmerksamkeit auf sich, als er die Wiedereinführung der Todesstrafe für schwere und der Prügelstrafe für geringere Vergehen forderte.
In neuerer Zeit tritt er für verbesserte bilaterale Beziehungen zwischen Polen und Russland unter der Führung Wladimir Putins – dessen Regierung er lobt – zum beiderseitigen Vorteil ein. Die Annexion der Krim durch Russland und den russischen Krieg in der Ostukraine rechtfertigt er. Für die Eskalation ist seiner Ansicht nicht Russland, sondern sind die neoimperialistischen Bestrebungen der USA verantwortlich. Diesen wirft er vor, bewusst einen Krieg – sogar einen Dritten Weltkrieg – zu provozieren, um so ihre Überschuldung abzubauen und einen Bankrott abzuwenden. Er erklärte im Syrischen Bürgerkrieg seine Unterstützung für die Seite Baschar al-Assads und im US-amerikanischen Wahlkampf 2016 für Donald Trump. Polen sollte im Ost-West-Konflikt zwischen NATO und einem russisch geführten Block, der sich laut Korwin-Mikke noch ausweiten und verschärfen wird, eine neutrale Position einnehmen.

## Kontroversen
Aufgrund seines öffentlichen Auftretens wird Korwin-Mikke als Exzentriker wahrgenommen. Sein Denken ist von Sozialdarwinismus geprägt. Von mehreren deutschsprachigen Medien wird er als „Politclown“ oder „Enfant terrible der polnischen Politik“ bezeichnet. In Polen wird im Anschluss an andere populistische Phänomene der Dritten Republik – etwa die Bewegung "Selbstverteidigung" Andrzej Leppers und die zeitweise Popularität von Janusz Palikot und Paweł Kukiz – von einer "Korwinisierung" (korwinizacja) des Politikbetriebs oder einzelner politischer Strömungen gesprochen, meist mit kritischem Impetus.

### Körperliche Auseinandersetzungen
Während eines Empfangs für Abgeordnete des Europäischen Parlaments im Gästehaus des polnischen Außenministeriums am 11. Juli 2014 verpasste Korwin-Mikke dem Europaabgeordneten Michał Boni von der Bürgerplattform (PO) eine Ohrfeige. Dies hatte Korwin-Mikke zuvor öffentlich angekündigt, weil Boni sich bei ihm nicht dafür entschuldigt habe, ihn 22 Jahre zuvor einen „Idioten und einen Narren“ genannt zu haben, als ihn Korwin-Mikke verdächtigt hatte, Informant des polnischen Staatssicherheitsdienstes gewesen zu sein, im Jahr 2007 aber habe eingestehen müssen, dass der Verdacht zutreffend gewesen war. Das Europaparlament hob im Mai 2015 auf Antrag Polens Korwin-Mikkes Immunität auf, um dort ein Strafverfahren in dieser Sache zu ermöglichen.

### Frauenfeindlichkeit
Als Korwin-Mikke 2014 in einem Fernsehinterview nach seiner Haltung zur Vergewaltigung in der Ehe befragt wurde, äußerte er, Frauen gäben grundsätzlich nur vor, Widerstand zu leisten. Der Mann müsse daher selbst wissen, wann Geschlechtsverkehr angebracht sei. Ein „normaler Mann“ plane zudem keinen Geschlechtsverkehr, sondern möchte die Frau „nur besser kennenlernen“, dabei irre sich ein Mann „manchmal“. Diese Äußerung führte zu Ermittlungen der polnischen Staatsanwaltschaft gegen ihn. Er äußerte außerdem, Frauen seien durchschnittlich um vier bis sechs IQ-Punkte (national unterschiedlich) weniger intelligent als Männer. Andererseits erklärte er seine Bewunderung für Margaret Thatcher, die eine „starke und entschiedene Führerin“ gewesen sei.
Nachdem Korwin-Mikke in einer Rede vor dem Parlament am 1. März 2017 erklärt hatte, Frauen müssten gegenüber Männern schlechter bezahlt werden, da sie schwächer, kleiner und weniger intelligent seien, und hierzu angab, dass die höchstplatzierte Frau in der polnischen Theoretische-Physik-Olympiade auf Platz 800 sei und es unter den 100 besten Schachspielern keine einzige Frau gebe (Judit Polgár aus Ungarn war zum Zeitpunkt seiner Aussage als beste Spielerin auf Platz 49), suspendierte ihn der EU-Parlamentspräsident Antonio Tajani wegen frauenfeindlicher Äußerungen für 10 Tage. Auch wurde sein Tagegeld für 30 Tage eingezogen. Im Anschluss an seinen umstrittenen Redebeitrag bezeichnete er gegenüber der Politikerin Joanna Scheuring-Wielgus die gleichwertige Intelligenz von Mann und Frau als „Stereotype des 20. Jahrhunderts“ und verwies darauf, dass angeblich keine Erfindung der Menschheit von einer Frau stamme. Auf die Nobelpreisträgerin Marie Curie angesprochen behauptete er, ihre Entdeckungen seien allesamt von ihrem Ehemann Pierre Curie gemacht worden. Schließlich nannte er den Wischmopp, Tampons und Feminismus als weitere Beispiele für Erfindungen von Männern.
Er klagte erfolgreich vor dem Gericht der Europäischen Union, sodass ihm die Geldstrafen für die Äußerungen vom 7. Juni 2016 und 1. März 2017 zurückerstattet werden mussten. Sie seien nach der Geschäftsordnung des Parlaments nur dann zu verhängen, wenn die Arbeit des Parlaments gestört werde. Eine Entschädigung erhielt er jedoch nicht. Dem Gericht zufolge habe er nicht zu Gewalt oder Rassenhass aufgerufen, auch wenn die Äußerungen besonders schockierend gewesen seien.
Nachdem Korwin-Mikke bei der Parlamentswahl 2023 sein Mandat an Karina Bosak verlor, bezeichnete er sie in einem Interview sowie einem Tweet als „Beweis dafür, dass Frauen nicht wählen sollten“. Hierfür zog er als Beispiel das Ergebnis der Präsidentschaftswahl in den Vereinigten Staaten 2020 heran und behauptete, hätten nur Männer wählen dürfen, wäre Donald Trump US-Präsident geblieben. Antipathien gegenüber Bosak bestritt er.

### Rassismus
Im September 2014 beschloss der Präsident des Europäischen Parlaments Martin Schulz, wegen „rassistische[r] Äußerungen“ Korwin-Mikkes Tagegeld für 10 Tage einzubehalten. Er hatte in einer Rede auf Englisch die EU-Arbeitsmarktpolitik mit der des US-Präsidenten John F. Kennedy verglichen, durch die vier Millionen „niggers“ ihre Arbeit verloren hätten. Nun seien 20 Millionen Europäer die „negroes of Europe“. Junge Europäer würden wie „negroes“ behandelt.
In der Plenarsitzung am 8. September 2015 bezeichnete er die Immigranten der Flüchtlingskrise, die nicht arbeiten wollen, als „śmieć ludzki“ (deutsch „menschlicher Abfall“). Es werde ein System geschaffen, in dem arbeitswillige Menschen, die wertvoll seien, weggeschickt und diejenigen, die nicht arbeiten wollten, aufgenommen würden. Man müsse das Anreizsystem, welches die Sozialleistungen darstellten, abschaffen, so Korwin-Mikke.
Am 7. Juni 2016 zitierte er einen angeblichen Diplomaten, der von „afrikanische[m] Mist“, welcher über Europa ausgegossen werde, gesprochen habe. Weiterhin äußerte er: „Ich bin dafür, dass wir die Sozialleistungen einstellen. Wenn sie Hunger haben, werden sie arbeiten. Wir werden sie zwingen, zu arbeiten.“ Dies führte zu einer Geldstrafe und einem fünftägigen Redeverbot im Parlament.

### Antisemitismus
Korwin-Mikke behauptet, dass die Vernichtung der europäischen Juden nicht das Ziel Hitlers gewesen sei und es keine Beweise gäbe, dass dieser vom Holocaust gewusst hätte. Es sei „sehr wahrscheinlich“, dass Heinrich Himmler die Judenvernichtung ohne Hitlers Kenntnis organisiert hätte. Das Bestreben jüdischer Aktivisten, während des Krieges geraubtes Vermögen restituiert zu bekommen, stelle oft eine „Holocaust-Industrie“ dar. Juden seien „so stolz auf die sechs Millionen im Holocaust Ermordeten“. Hätte Adolf Eichmann die ungarischen Juden nicht ins Vernichtungslager geschickt, so hätte man ihm Antisemitismus vorwerfen können, weil dann die Zahl der Ermordeten geringer ausgefallen wäre. Es würden viermal so hohe Opferzahlen behauptet, wie es wirklich gegeben habe.
Jüdische Sozialisten, die er „Judeosoc“ nennt, betrachtet er als gefährlichste Gruppe der Sozialisten, weil sie so intelligent seien. Er bezeichnet sie als „unsere schlimmsten Feinde“. Als Beispiel nennt er Adam Michnik. Der Fernsehsender TVN und die Zeitung Gazeta Wyborcza seien ihre „Brutstätten“. Wiederholt bezeichnete er auch „Juden-Freimaurerei“ und „jüdischen Kommunismus“ als seine politischen Hauptfeinde. In Sachen Besteuerung sei Hitlers Regime weniger unterdrückerisch gewesen als das demokratische System der Gegenwart.
Während der Plenarsitzung im Europäischen Parlament am 7. Juli 2015 zur Einführung eines europaweit einheitlichen Fahrscheines für öffentlichen Personenverkehr hob er in seiner Redezeit den rechten Arm zum Hitlergruß und rief dabei die Worte „Ein Reich, ein Volk, ein Ticket!“, um damit gegen die Vereinheitlichung in der Europäischen Union zu protestieren. Für dieses Verhalten sowie eine weitere rassistische Aussage am 26. Oktober 2015 wurde er vom Europäischen Parlament für zehn Tage von der Parlamentsarbeit ausgeschlossen und mit einer Geldstrafe von 3060 Euro belegt.
In einem Twitter-Post vom März 2020 behauptete Korwin-Mikke, die Verbreitung des COVID-19-Virus wäre vorteilhaft, da dies die natürliche Auslese beschleunige und somit ein Weg sei, „um den genetischen Pool der Nation und der Menschheit zu verbessern“. Angesprochen auf die in Polen getroffenen Maßnahmen gegen COVID-19 verglich er in einem Interview mit der Zeitung Do Rzeczy seine Aussagen über die Verbreitung des Virus mit Pogromen, die er als Ursache für eine angebliche Mächtigkeit der Juden ansah, da nur die Stärksten von ihnen die Verfolgungen überlebten. Weiterhin sprach er die Theorie an, dass derartige Pogromen absichtlich von Rabbinern angezettelt wurden, um das Überleben der Juden durch eine natürliche Auslese zu sichern. Zuletzt distanzierte er sich vom Nationalsozialismus dahingehend, dass er lediglich natürliche, aber keine künstliche Auslese befürworte.
Am 14. Dezember 2021 protestierte Korwin-Mikke zusammen mit anderen Abgeordneten der Partei Konfederacja gegen die COVID-19-Maßnahmen in Polen und die geplante Impfpflicht für bestimmte Bevölkerungsgruppen. Dabei versammelten sie sich unter einem Transparent, das dem Torbogen am KZ Auschwitz I nachempfunden war und die Aufschrift „Szczepienie czyni wolnym“ (dt.: „Impfen macht frei“) trug, eine Anspielung auf die Parole Arbeit macht frei. Das Staatliche Museum Auschwitz-Birkenau nannte die Aktion eine „skandalöse Manifestation moralischer Korruption“ und ergänzte: „Besonders peinlich ist es, wenn dies von polnischen Abgeordneten getan wird“.

### Einreiseverbot für Großbritannien
Im Mai 2022 wollte Korwin-Mikke bei einem Treffen mehrerer rechter polnischer Politiker („Freedom Picnic“) in der Nähe von Manchester teilnehmen. Das britische Home Office verhängte ihm gegenüber ein Einreiseverbot aufgrund seines „für das öffentliche Wohl inakzeptablen Verhalten und Extremismus“. Er umging dieses Verbot, indem er in die irische Hauptstadt Dublin flog und von dort aus per Boot nach Großbritannien übersetzte, sodass er letztendlich doch an der Veranstaltung teilnahm. Im Juni 2023 nahm er erneut am Freedom Picnic teil und schaffte es auch dieses Mal wieder, trotz Einreiseverbot nach Großbritannien zu gelangen.

### Positionen zum Russisch-Ukrainischen Krieg und zum Regime in Belarus
Nach dem russischen Überfall auf die Ukraine seit 2022 geriet Korwin-Mikke wiederholt mit Äußerungen in die Schlagzeilen, die konträr zur in Polen über nahezu alle Parteigrenzen hinweg praktizierten Solidarität mit der angegriffenen Ukraine lagen. So zweifelte er im April 2022 die Opferzahlen des Massaker von Butscha an, wofür er einen Tadel vom Präsidium des Sejm erhielt und behauptete im August, ukrainische Einheiten hätten hier Kollaborateure liquidiert. Revisionistische Standpunkte vertrat er auch in einer Pressekonferenz im Sejm an der Seite von Grzegorz Braun. Er wird für die Vebreitung anti-ukrainischer Ressentiments verantwortlich gemacht, etwa für die Chimäre eines territorialen Revisionismus der Ukraine gegenüber Polen. Bereits Ende 2015 erklärte er, die Ukraine sei aufgrund ihrer geopolitischen Situation der natürliche Feind Polens, nicht Russland. Ende 2023 referierte er in einer Sendung, Polen habe in jedem Fall ein Interesse an der Verteidigung einer unabhängigen Ukraine, ggf. sogar durch aktives Eingreifen, jedoch nicht zwangsläufig an einer Wiederherstellung der Grenzen von vor 2014 (insbes. Donbas); dies sei „eine Streitfrage zwischen den orthodoxen Völkern, sollen sie sich da streiten“. Er selbst sei in der Frage der belarussischen Souveränität engagierter. Hier plädiert er seit Jahren für eine konziliante Politik gegenüber dem Regime von Aljaksandr Lukaschenka und kritisierte, man habe es in die Arme von Putin und in die lange nur auf dem Papier bestehende Russisch-Belarussische Union getrieben.

### Verharmlosung von Pädophilie
Korwin-Mikke tat wiederholt Aussagen, die die Pädophilie und Pädophile verharmlosen. So sprach er sich in einem Facebook-Livestream 2019 gegen eine allgemeine Strafverfolgung für den Besitz von Kinderpornographie aus, da jeder auf dem eigenen Computer das haben solle, was er wolle. In seinem Blog schrieb er, dass „milde Pädophilie“ keine Gefahr für die Gesellschaft sei, denn „wenn ein Mann einem Kind am Po klatscht, dann passiert nichts“. Man übertreibe es mit der Pädophilie, weil „Belästigung durch Männer (an Mädchen und Frauen) die Weiblichkeit verstärkt und mehr hilft als schadet“. Korwin-Mikke rechtfertigte im Jahr 2011 auch die Vergewaltigung Roman Polańskis an einer 13-Jährigen, da diese schon „ziemlich reif“ aussehe und er es selbst vielleicht tun würde.
Korwin-Mikke lehnt auch das Schutzalter ab. Es entscheide nämlich die Natur, wann ein Mädchen „reif“ sei. Manche seien schon mit 12 reif, andere mit 19 noch gar nicht. Deshalb „darf es nicht sein“, dass der Staat ein Schutzalter bestimme. Auf eine Frage der Journalistin, ob es nicht als Pädophilie zählen solle, wenn bei einem 8-jährigen Mädchen bereits die Menstruation beginnen könnte, antwortete er, dass das (das Geschlechtsverkehr mit einer 8-Jährigen) nicht allgemein strafbar sein solle.
Außerdem äußerte sich Korwin-Mikke kritisch gegenüber dem Sexualkundeunterricht an Schulen. So bevorzuge er „eindeutig“, dass seine Tochter von einem Pädophilen am Po angefasst werde, als dass sie an einem Sexualkundeunterricht teilnehme. Dieser bewirke nämlich, dass Mädchen „die Liebe verlernen“.

### Sonstiges Auftreten
Bei einer Schweigeminute im EU-Parlament aufgrund des Anschlages auf Charlie Hebdo zeigte er auf seinem Laptop einen Schriftzug mit der Aufschrift I am not Charlie Hebdo. I am for death penalty. 2014 nahm er an einer Konferenz in Damaskus unter der Schirmherrschaft Baschar al-Assads teil. Nach dessen Sturz im Dezember 2024 verteidigte er angebliche Leistungen des Regimes. Während der COVID-19-Pandemie profilierte sich Korwin-Mikke wie auch weite Teile seiner Partei als radikaler Kritiker der Bekämpfungsmaßnahmen. Zahlreiche Fraktionsmitglieder wurden wegen Auflagenverstößen im Sejm mit erheblichen Bußgeldern und teils Sitzungsausschluss bestraft. Als Persiflage auf eine seines Erachtens verweichlichte Gesellschaft posierte der betagte Politiker mit stattlichem Embonpoint Anfang 2021 bei Schnee in der Einfahrt seines Anwesens in Badehosen als Walross (poln. mors, auch die Bezeichnung für Winterbadende) und ahmte dessen Laute nach, denn diese seien immer gesund und munter. Einen sekundenlangen Clip hiervon stellte er auf seinen YouTube-Kanal.

## Populärkulturelle Wirkung
Unabhängig von seiner Parteizugehörigkeit ist er auch Mitglied des Konservativ-Monarchistischen Klubs. Er ist Protagonist zahlreicher Memes, u. a. wegen Schlafens im Sitzungssaal des Sejm und physiognomischer Ähnlichkeit zu Kunstfiguren. Wegen seiner monarchistischen Gesinnung wird er in diesem Kontext auch scherzhaft als „krul“ bezeichnet (korrekt: król = König).

### Bridgespieler
Korwin-Mikke gilt als passionierter Bridgespieler. Gemeinsam mit Andrzej Macieszczak (1942–1986), der 1978 Weltmeister im Bridge wurde, war er Verfasser der Kartenspielkolumne Pewnego razu… (Es war einmal…).

### Bücher über Bridge (Auswahl)
- Brydż („Bridge“), 1976.
- Brydż dla początkujących („Bridge für Anfänger“), 1980, ISBN 83-225-0005-X.
- Quizy brydżowe, 1987, ISBN 83-225-0170-6.
- Pewnego razu… („Es war einmal…“), 1993, ISBN 8395761039.

### Fernsehauftritte und Musik
Janusz Korwin-Mikke hat in mehreren Filmen und in einer Fernsehserie mitgespielt.
- 1993: Kraj Świata, Tylko strach, Co się stało?
- 1994: Nocna zmiana, Jest jak jest
- 2001: Wtorek

Des Weiteren verfasste er mit Krzysztof Skiba 1998 ein Lied mit dem Titel Stop podatki! (Stopp Steuern).

## Ergebnisse bei Präsidentschaftswahlen
Von 1995 bis 2015 hat Korwin-Mikke bei jeder Präsidentschaftswahl Polens kandidiert. Das beste Ergebnis erzielte er 2015 auf dem vierten Platz. Im Einzelnen:
| Jahr | Anzahl der Stimmen | Wahlergebnis | Rangliste |
| ---- | ------------------ | ------------ | --------- |
| 1995 | 428.969            | 2,40 %       | 8/13      |
| 2000 | 252.499            | 1,43 %       | 6/12      |
| 2005 | 214.116            | 1,43 %       | 6/12      |
| 2010 | 416.898            | 2,48 %       | 4/10      |
| 2015 | 486.084            | 3,26 %       | 4/10      |

## Publikationen
- Program Liberałów („Programm der Liberalen“), 1979.
- Ratujmy państwo! („Retten wir den Staat!“), 1990, ISBN 83-219-0572-2.
- Vademecum ojca („Väterleitfaden“), 1991, 4. Auflage, 2007, ISBN 978-83-89467-40-9.
- Kara śmierci („Todesstrafe“), 1995, ISBN 83-86741-01-5.
- U progu wolności („An der Schwelle zur Freiheit“), mit Stanisław Michalkiewicz (Nachwort), 1995, ISBN 83-901661-4-3.
- Rusofoby w odwrocie („Russophobe auf dem Rückzug“), 2009, ISBN 978-83-60504-69-7.